# Carracastle
Carracastle est une ville d'Irlande située dans le Comté de Mayo sur la route N5 entre Ballaghaderreen et Charlestown.
Carracastle organise à la fin du mois de juillet un Carracastle Lass Festival, ainsi que d'autres festivités durant l'été.